# Énoyl-(acyl-carrier-protein) réductase (NADH)
L'énoyl-[acyl-carrier-protein] réductase à NADH, ou énoyl-ACP réductase, est une oxydoréductase qui catalyse la réaction :
trans-2,3-déshydroacyl-ACP + NADH+H+  {\displaystyle \rightleftharpoons }  acyl-ACP + NAD+.
C'est l'une des enzymes du complexe acide gras synthase de la biosynthèse des acides gras.